# فرودگاه شهرستان آدامز
فرودگاه شهرستان آدامز (به انگلیسی: Adams County Airport) (به زبان بومی: Legion Field) یک فرودگاه همگانی بهره‌برداری هوایی است که یک باند فرود چمن دارد و طول باند آن ۸۶۱ متر است. این فرودگاه در کشور ایالات متحده آمریکا قرار دارد و در ارتفاع ۲۹۷ متری از سطح دریا واقع شده‌است.